# Serge Krancenblum
Serge Krancenblum, né le 8 octobre 1961 à Metz, est un homme d’affaires français évoluant dans le secteur de la finance. 
Il préside actuellement IQ-EQ, quatrième plus grand groupe mondial de services aux investisseurs, et selon l'enquête OpenLux, troisième plus important cabinet de domiciliation de Luxembourg,.

## Carrière Professionnelle
Serge Krancenblum est diplômé en 1984 de l’École Supérieure Libre des Sciences Commerciales Appliquées et de l'Université du Connecticut.
En 1985, il rejoint la banque KBL (devenue Quintet Private Bank). En juillet 1993, il devient président de Services Généraux de Gestion, une société de services financiers, renommée SGG en janvier 2009.
En avril 2014, il investit dans Gatsby & White, une société de courtage en assurance-vie dont il préside le conseil d'administration,. En mars 2017, il conduit le rachat de CIM Global Business pour 90 millions de dollars, une société mauricienne spécialisée dans l’administration de fonds et de services fiduciaires,.
Par un décret du 20 février 2018, il est nommé conseiller du commerce extérieur de la France à Luxembourg . En mars 2019, SGG devient IQ-EQ et Serge Krancenblum est nommé Président Exécutif,.

## Affaires
Serge Krancenblum est Président de l’Association Luxembourgeoise des family offices ("LAFO") et Président de l'Association Luxembourgeoise des administrateurs alternatifs ("L3A"),. Il participe en qualité de partenaire stratégique à La Maison Partners, un holding d’investissement fondé par Michel Cicurel.
Serge Krancenblum est proche des frères Hinduja, milliardaires indiens à la tête du conglomérat éponyme. Depuis le 16 septembre 2008, il est Administrateur de Amas Holding SPF, holding luxembourgeois qui détient l’intégralité de Gulf Oil International Limited,.
Serge Krancemblum est également mandataire d’Amalux, une société luxembourgeoise qui devait acquérir à prix coutant plusieurs villas sur la côte d’azur, alors détenues par la compagnie aérienne Khalifa Airways de l’homme d’affaires algérien Rafik Khalifa. La justice française annulera la transaction.
Son nom apparait en marge de l’Angolagate : il a administré un fonds d’investissement dans lequel l’homme d’affaires et marchand d’armes russo-franco-israelien Arcadi Gaydamak a investi. Selon le détective privé Joe Levin, il aurait également facilité des transferts de fonds pour le sulfureux financier Pierre Grotz, qui a géré la fortune de Arcadi Gaydamak, mais cette affirmation n’a jamais été corroborée.
Par ailleurs, en mars 2011, la Commission de Surveillance du Secteur Financier luxembourgeoise s’oppose au rachat de la banque KBL, le premier employeur de Serge Krancenblum, par le groupe Hinduja, estimant que leur offre ne respectait pas tous les critères de la loi sur le secteur financier,.

### Charles Jourdan
En 2003, Serge Krancenblum rachète le chausseur de luxe français Charles Jourdan par l'intermédiaire d'un fonds luxembourgeois qu'il préside, et d'une holding suisse qu'il préside également,. Malgré des efforts de restructuration agressifs, le tribunal de commerce prononce le 22 août 2005 la mise en redressement de la filiale française du groupe. La CGT dénoncera une "stratégie de démantèlement", les licences d'exploitation et les marques ayant été transférées dans la holding suisse contrôlée par Serge Krancenblum. Le ministre de l'Emploi, de la Cohésion sociale et du logement de l'époque, Jean-Louis Borloo, promettra aux salariés de "rapatrier" la marque. Finalement, en décembre 2008 le Groupe Royer reprend Charles Jourdan pour environ 2 millions d'Euros.

## Prises de position
En février 2017, dans le prolongement d'une loi votée par le parlement luxembourgeois, il se dit favorable aux "visa investisseurs", permettant à des personnes fortunées d'obtenir une autorisation de séjour, mais regrette que la mesure ne soit pas plus incitative, faute de taux d'imposition préférentiels.
En décembre 2017, il affirme « Je suis convaincu que [Maurice] sortira de la liste grise, par le haut, vers la liste blanche. ». À partir du 1er octobre 2020, toutefois, l’île Maurice est inscrite sur la liste noire des pays suspectés de participer au blanchiment d’argent et au financement du terrorisme,.
Il déclare également, au sujet des Paradise Papers qui révèlent les montages utilisés pour éluder l'impôt par plusieurs sociétés et personnalités publiques : « Moi, étant très légaliste, je pense que quelqu’un qui utilise des informations volées est un receleur. Donc, il doit être puni en tant que tel. C’est la loi. »

## Vie privée
Serge Krancenblum est marié et a deux filles.

## Distinctions
En octobre 2018, Serge Krancenblum est élu « Personnalité de l'année » aux Funds Europe Awards,.